# Petroleum och tång
Petroleum och tång är ett studioalbum av Eva Dahlgren, släppt 14 november 2007.
Från detta album utgavs inte några kommersiellt riktade singlar, utan endast promotionsinglar; "Jag är inte fri" och "Syre och eld". "Syre och eld" framfördes av Dahlgren i programmet "Babben & Co." "Novemberregn" framfördes i kulturprogrammet "Sverige", Esa-Pekka Salonens TV-sända önskekonsert och i TV4:s  TV-morgonprogram "Nyhetsmorgon" . "Skuggorna faller över dig" framfördes i tv-programmet "Faddergalan 10 år".

## Låtlista
1. Petroleum och tång
2. Vad andra gör
3. Jag är inte fri
4. Novemberregn
5. Ingen är som jag
6. Skuggorna faller över dig
7. När jag såg dig
8. Varje dag
9. Du och jag
10. Ord
11. Syre och eld

## Medverkande
- Eva Dahlgren - sångerska, gitarr, kompositör, sångtextförfattare
- Lars Halapi - gitarr, slagverk, steelguitar, synt, producent
- Peter Forss - bas
- Måns Block - trummor
- Christer Karlsson - piano
- Stockholm Session Strings - musiker

## Listplaceringar
| Lista (2007-2008) | Topplacering |
| ----------------- | ------------ |
| Finland           | 17           |
| Sverige           | 3            |